# Schuldvorwurf
Der Schuldvorwurf ist eine Strafbarkeitsvoraussetzung im deutschen Strafrecht. Ein erfüllter Schuldvorwurf bedeutet, dass ein individuell-persönlicher Vorwurf gegen den Täter erhoben werden kann, weil Gesinnung und Verhalten nicht mit der Rechtsordnung im Einklang stehen.

## Schuldformen
Bei Fahrlässigkeitsdelikten ist der Fahrlässigkeitsschuldvorwurf zu prüfen.

Bei Vorsatzdelikten ist der Vorsatzschuldvorwurf zu prüfen. An diesem fehlt es im Falle des Erlaubnistatbestandsirrtums.

## Unrechtsbewusstsein
Merkmal der persönlichen Vorwerfbarkeit ist neben der abzugrenzenden Schuldform Vorsatz-/ Fahrlässigkeitsschuld der intellektuelle Faktor der Unrechtseinsichtsfähigkeit (Unrechtsbewusstsein). Verkürzt ausgedrückt wird hier die Einsicht des Täters in die materielle Rechtswidrigkeit seines Handelns überprüft. Da der Schuldvorwurf aber nicht nur den tatbestandlichen Unfähigkeitsgehalt umfasst, das Unrecht der Tat einzusehen, sondern alternativ auch den Umstand, trotz dieser Einsicht nicht rechtskonform handeln zu können, ist die Überprüfung des voluntativen Faktors der Steuerungsfähigkeit in diesen Fällen indiziert (§ 20 StGB). 
Im Rahmen der Prüfung der materiellen Rechtswidrigkeit des Täterhandelns wird auf das aktuelle, mindestens potentielle Unrechtsbewusstsein abgestellt. Ein persönlicher Schuldvorwurf wird aus der Möglichkeit resultieren, die Einsicht in das Unrecht der Tat bei zumutbarem Einsatz der Erkenntniskräfte und Wertvorstellungen zu erhalten. Gegebenenfalls sind aus der Irrtumslehre Anhaltspunkte für einen Verbotsirrtum oder Erlaubnisirrtum gegeben.

## Fehlen von Entschuldigungsgründen
Für die persönliche Vorwerfbarkeit der Tat(Schuldvorwurf) dürfen keine Entschuldigungsgründe vorliegen. Unter Umständen befindet sich der vom Vorwurf Betroffene in der Situation einer Notwehrhandlung, die er aus Verwirrung oder Furcht und Schrecken über die Grenzen erforderlicher Abwehrmaßnahmen hinaus, überzieht. Methodisch gehört hier der sogenannte intensive Notwehrexzess gemäß § 33 StGB diskutiert, der als gesetzlicher Entschuldigungsgrund vom Tatvorwurf entlastet.  
Gelegentlich kann normgerechtes Verhalten gar nicht zugemutet werden. So, wenn in einer gegenwärtigen, nicht anders abwendbaren Gefahr für Leben, Leib oder Freiheit eine rechtswidrige Tat begangen wird, um sich oder einen Angehörigen zu schützen § 35 StGB. Hierbei handelt es sich um den Fall des entschuldigenden Notstands.
Ebenfalls einen Fall des Fehlens eines Entschuldigungsgrundes stellt der gesetzlich nicht geregelte sogenannte übergesetzliche entschuldigende Notstand. Er resultiert aus einer schuldausschließenden Pflichtenkollision. Der Täter muss ein rechtlich gleichwertiges Rechtsgut aufopfern, um ein bedrohtes Rechtsgut zu retten. Als Beispiel mag der Fall dienen, dass ein Arzt wegen Fehlens einer weiteren Herz-Lungen-Maschine, zur sachgemäßen Behandlung des einen Patienten einen anderen sterben lassen muss. Nach anderer Ansicht ist dies ein Beispiel für eine sog. rechtfertigende Pflichtenkollision. Der handelnde Arzt ist also nicht nur entschuldigt, sondern bereits gerechtfertigt, wenn in dieser Situation ein Patient stirbt. Als Beispiel für einen „übergesetzlichen entschuldigenden Notstand“ dient zumeist das Verhalten von NS-Ärzten, die einige Opfer auswählten und dem sicheren Tod zuführten, um viele andere vor dem Tod zu bewahren. Jedenfalls beriefen sie sich darauf, dass ohne die von ihnen vorgenommene Selektion andere Ärzte an ihre Stelle getreten wären, die weit mehr Menschen „ausgesondert“ hätten. Die Problematik der Selektion stellt in der Strafrechtsdogmatik hohen Diskussionsbedarf.